# Haworthia bayeri
Haworthia bayeri là một loài thực vật có hoa trong họ Măng tây. Loài này được J.D.Venter & S.A.Hammer mô tả khoa học đầu tiên năm 1997.